# Das grausamste Spiel
Das grausamste Spiel (auch: Die Großwildjagd des Generals; englisch: The Most Dangerous Game oder auch The Hounds of Zaroff) ist eine Kurzgeschichte von Richard Connell. Sie wurde in Collier’s Weekly am 19. Januar 1924 veröffentlicht.

## Inhalt
Sanger Rainsford aus New York City und sein Freund Whitney fahren mit einer Yacht nach Rio de Janeiro, um dort auf Jaguarjagd zu gehen. Nach einer Diskussion über Jäger und Gejagte entscheidet Whitney, zu Bett zu gehen, während Rainsford an Deck bleibt, um zu rauchen. Das Schiff befindet sich in der Nähe einer Karibikinsel, die für gestrandete Schiffe und Schiffswracks berüchtigt ist und die selbst beim erfahrenen schwedischen Kapitän Schrecken auslöst.
Rainsford hört Schüsse in der Nacht und stürzt beim Versuch seine Pfeife zu fangen von Bord. Sein Sturz ins Meer bleibt unbemerkt und nachdem er erkennt, dass er nicht zum Boot zurückschwimmen kann, schwimmt er zur Insel. Dort hört er einen eigenartigen Schrei, den er keinem Tier zuordnen kann, und hört Pistolenschüsse.
Er findet dort ein palastartiges Schloss, das von zwei Kosaken bewohnt wird: Dem Besitzer, General Zaroff, und seinem gigantischen gehörlosen Diener Iwan. Der General ist ebenfalls Großwildjäger. Er kennt Rainsford, da dieser Autor eines Buches über die Jagd auf Schneeleoparden in Tibet ist. Zaroff lädt Rainsford zum Abendessen ein und erzählt ihm, wie gelangweilt er von der Jagd sei. Zaroff war bereits als kleiner Junge zum Jäger ausgebildet worden und hat alles gejagt, was es zu jagen gibt. Nach der Oktoberrevolution habe er seine Heimat verlassen müssen. Da er aber in amerikanische Papiere investiert hatte, blieb sein Vermögen weitgehend unangetastet. Er kaufte sich die Insel und baute das Schloss, um in Ruhe ein neues, gefährliches Wild zu jagen.
Zaroff erzählt dem geschockten Rainsford, dass er sich dafür entschied, Jagd auf Menschen zu machen. Er lockt gelegentlich Schiffe mit falschen Lichtsignalen in die Nähe der Insel und lässt diese so verunglücken. Dann nimmt er Schiffbrüchige auf und stattet sie mit Essen, einem Messer und Jagdbekleidung aus. Diese werden im Dschungel ausgesetzt und bekommen drei Stunden Vorsprung. Anschließend beginnt die Jagd, die damit endet, dass er die Menschen tötet. Wenn die Gefangenen in der Lage sind, ihm, Iwan und einem Rudel von Jagdhunden drei Tage lang zu entkommen, lässt Zaroff die Personen gehen, was allerdings noch nie jemandem gelungen ist. Im Augenblick halte er einige Matrosen im Keller gefangen, die er einzeln zur Jagd in den Dschungel entlässt. Zaroff sagt Rainsford, dass er entweder gejagt oder von Iwan zu Tode gepeitscht werde. Rainsford wählt das erstere.
Rainsford wird in den Dschungel entlassen und klettert dort auf einen Baum, wo er schnell von Zaroff gefunden wird. Dieser lässt ihn aber leben, um mit ihm weiterzuspielen und noch mal entkommen zu lassen. Rainsford baut eine komplexe Falle, deren Ursprung in Malaysia liegt und die Zaroffs Schulter mit einem toten Baumstamm verletzt. Zaroff muss daher eine Nacht in seinem Schloss verbringen. Rainsford, der am Ersten Weltkrieg in Frankreich teilgenommen hat, baut eine birmanische Tigergrube, die aber nur einen von Zaroffs Hunden tötet. Schließlich legt er eine ugandische Messerfalle an, bei der ein Messer an einem jungen Trieb befestigt wird, das bei Berührung hervorschnellt. Diese Falle spießt Iwan auf und tötet ihn, das Messer geht dabei allerdings verloren. Rainsford flieht vor Zaroff und springt von einer Klippe ins Meer. Zaroff, im Glauben, dass Rainsford den Sprung nicht überlebt haben kann, kehrt nach Hause zurück. Im Schlafzimmer taucht Rainsford jedoch wieder auf und gibt an, die Insel schwimmend umrundet zu haben. Zaroff gratuliert ihm zum Gewinn des „Spiels“, aber der junge kräftige Rainsford beschließt mit dem wesentlich älteren Zaroff zu kämpfen. Der General nimmt die Herausforderung an und sagt, dass der Verlierer an die Hunde verfüttert werde. Der Gewinner werde in seinem Bett schlafen. Obwohl der folgende Kampf nicht beschrieben wird, endet die Geschichte mit Rainsfords Bemerkung, dass „er noch nie in einem besseren Bett geschlafen habe“, was bedeutet, dass er Zaroff besiegt und getötet hat.

## Auszeichnung
Die Kurzgeschichte wurde 1924 in der Kategorie „Best Short Short“ mit dem O.-Henry-Preis ausgezeichnet.

## Weiteres
- Die Bezeichnung Most Dangerous Game hat im Englischen eine doppelte Bedeutung, da Game einerseits für Spiel, andererseits für jagdbares Wild steht. Zaroff bezeichnet gegenüber Rainsford die Menschenjagd einmal als Spiel, als Schach im Freien, und er sieht den Menschen als gefährlichstes Wild an, da dieser über ein Gehirn verfüge, das dem des Jägers ebenbürtig sei.
- Der Marvel-Superschurke „Kraven the Hunter“ wurde von der Figur des Zaroff inspiriert.

## Adaptionen
- Die Geschichte bildete die Grundlage des Spielfilms Graf Zaroff – Genie des Bösen. Es folgten zahlreiche Abwandlungen des Grundthemas, wie A Game of Death (1945) – hier ist der Schurke Deutscher und kein Russe. Weitere Filme sind Der Sonne entgegen (Run for the Sun) von 1956, Surviving the Game – Hetzjagd durch die Hölle (1994) und auch der spanische Film King of the Hill (2007) von Regisseur Gonzalo López-Gallego. Auch der Film Jäger der verschollenen Galaxie basiert lose auf der Geschichte.
- Ein Roman mit derselben Thematik ist Jagdzeit (Open Season) von David Osborn, der als Open Season – Jagdzeit 1974 verfilmt wurde.
- Der Thriller The Hunt von Craig Zobel basiert laut Produktion lose auf der Kurzgeschichte, bedient sich hierbei allerdings nur an der Idee der Menschenjagd.
- 2020 erschien die Kurzform-Serie Most Dangerous Game, die eine Menschenjagd in Detroit stattfinden lässt.
- 2022 erschien eine Adaption als Hörspiel in der Reihe Gruselkabinett von Titania Medien.
- 2022 gewann eine Comic-Adaption von Jürgen „Geier“ Speh den ICOM Independent Comic Preis.